# Salamandre (série télévisée)
Pour les articles homonymes, voir Salamandre.
Salamandre (Salamander) ou Salamander est une série télévisée criminelle belge, de langue néerlandaise, diffusée sur Één du 30 décembre 2012 au 17 mars 2013. 
Elle est produite par Skyline Entertainment, écrite par Ward Hulselmans et compte douze12 épisodes.  Elle est diffusée pour la première fois sur une chaîne francophone, à partir du 9 janvier 2015 sur RTS Un, en Suisse, puis en France sur Paris Première. Elle fut également diffusée sur la BBC Four. Il faut attendre 2019 pour qu'elle soit diffusée en français dans son propre pays, sur Club RTL. Elle est diffusée sur Arte à partir du 22 avril 2021.

## Synopsis
Un cambriolage a lieu dans une banque privée bruxelloise. Les voleurs, bien informés, fracturent soixante-six coffres, ceux de personnalités en vue de l'État belge : des hommes politiques, des magistrats, des industriels, le Chef de cabinet du Roi, etc. Les malfaiteurs y volent des documents compromettants. Raymond Jonkhere, le directeur de la banque, décide de ne pas prévenir la police mais d'appeler les différents propriétaires des coffres. Informé par un indicateur, un policier, Paul Gerardi décide d'enquêter mais sans le consentement de sa hiérarchie. Il semble qu'une organisation secrète, nommée Salamandre, composée de 720 membres dont certains très haut placés, soit la cible de ce cambriolage. En effet, le commanditaire du vol exerce des pressions sur ses victimes, ce qui les conduit à démissionner ou à se suicider, compromettant ainsi l'équilibre du pays.

## Distribution[4]
- Filip Peeters : Paul Gerardi
- An Miller : Sarah Gerardi, la femme de Paul
- Violet Braeckman : Sofie Gerardi, la fille de Paul
- Koen De Bouw : Joachim Klaus
- Mike Verdrengh : Raymond Jonkhere
- Jo De Meyere : Procureur-Général Armand Persigal
- Lucas Van den Eynde : Carl Cassimon
- Warre Borgmans : Commissaire Martin Colla
- Vic De Wachter : Gil Wolfs
- Tine Reymer : Patricia Wolfs
- Emilie Van Nieuwenhuyze : Nicola Wolfs
- Gene Bervoets : Sénateur Guy Rasenberg
- Ann Ceurvels : Karin Rasenberg
- Kevin Janssens : Vincent Noel
- Mathias Sercu : Dirk Robijns
- Tom De Hoog : Patrick Dejonghe
- Wim Opbrouck : Marc, le Ministre de la justice
- Els Olaerts : Yolande
- Katrien Vandendries : Sylvia
- Koen Van Impe : Vic Adams
- Bart Hollanders : Jeune moine Victor
- Jos Geens : Andre Strubbe
- Leah Thys : Martine Callier
- Élie Lison : Rene
- Sura Dohnke : Sabrina Dox
- Éric Godon : Jean-Jacques
- Hilde Van Haesendonck : Madame Scholiers
- Dirk Van Dijck : le Premier ministre
- Benoît Grimmiaux : Antoine Ostmeyer
- Johan Van Assche : le Chef de cabinet du Roi
- Patricia Goemaere : la directrice de l'internat
- Geert Van Rampelberg : Harry Dewulf
- Charlotte Vandermeersch : Jenny Dewulf
- Mathijs Scheepers : Émile Jonkhere
- Jenne Decleir : Jos
- Tiny Bertels : la directrice de l'orphelinat
- Tibo Vandenborre : Maître Marcel

## Épisodes

### Première saison (2012-2013)
Titres pris sur ARTE Replay - Mise à jour le 17 avril 2021
1. Épisode 1 - L’informateur
2. Épisode 2 - Viré
3. Épisode 3 - En fuite
4. Épisode 4 - Celui qui tire les ficelles
5. Épisode 5 - Une escroquerie
6. Épisode 6 - Roméo
7. Épisode 7 - Vengeance
8. Épisode 8 - Entre l’enclume et le marteau
9. Épisode 9 - Un pion sacrifié
10. Épisode 10 - Tout nouveau, tout beau
11. Épisode 11 - Démasqué
12. Épisode 12 - Le chasseur et sa proie

### Deuxième saison (2018)
1. Épisode 1
2. Épisode 2
3. Épisode 3
4. Épisode 4
5. Épisode 5
6. Épisode 6
7. Épisode 7
8. Épisode 8
9. Épisode 9
10. Épisode 10

## Festivals
La série fut présentée hors-compétition au Festival international des programmes audiovisuels de Biarritz en 2013 ainsi qu'au Festival de la fiction TV de La Rochelle 2013, dans la compétition européenne et internationale.

## Diffusion
Diffusée à l'origine sur la chaîne flamande Één en 2012, elle a ensuite été diffusée sur BBC Four au Royaume-Uni, Paris Première en France et sur RTS Un en Suisse. La Belgique francophone a dû attendre 2019 pour la voir sur la chaîne Club RTL. Arte diffuse la première saison en 2021. 

## Accueil critique
Lors de sa première diffusion francophone en Belgique, en 2019, Moustique estime qu'une intrigue en douze épisodes est « un peu trop pour garder l'intérêt du téléspectateur sur la longueur ».

## Anecdote
Le futur premier ministre belge, Elio Di Rupo, apparaît par hasard dans la série, lors d'un tournage sur la place Royale.